# Lunch atop a Skyscraper

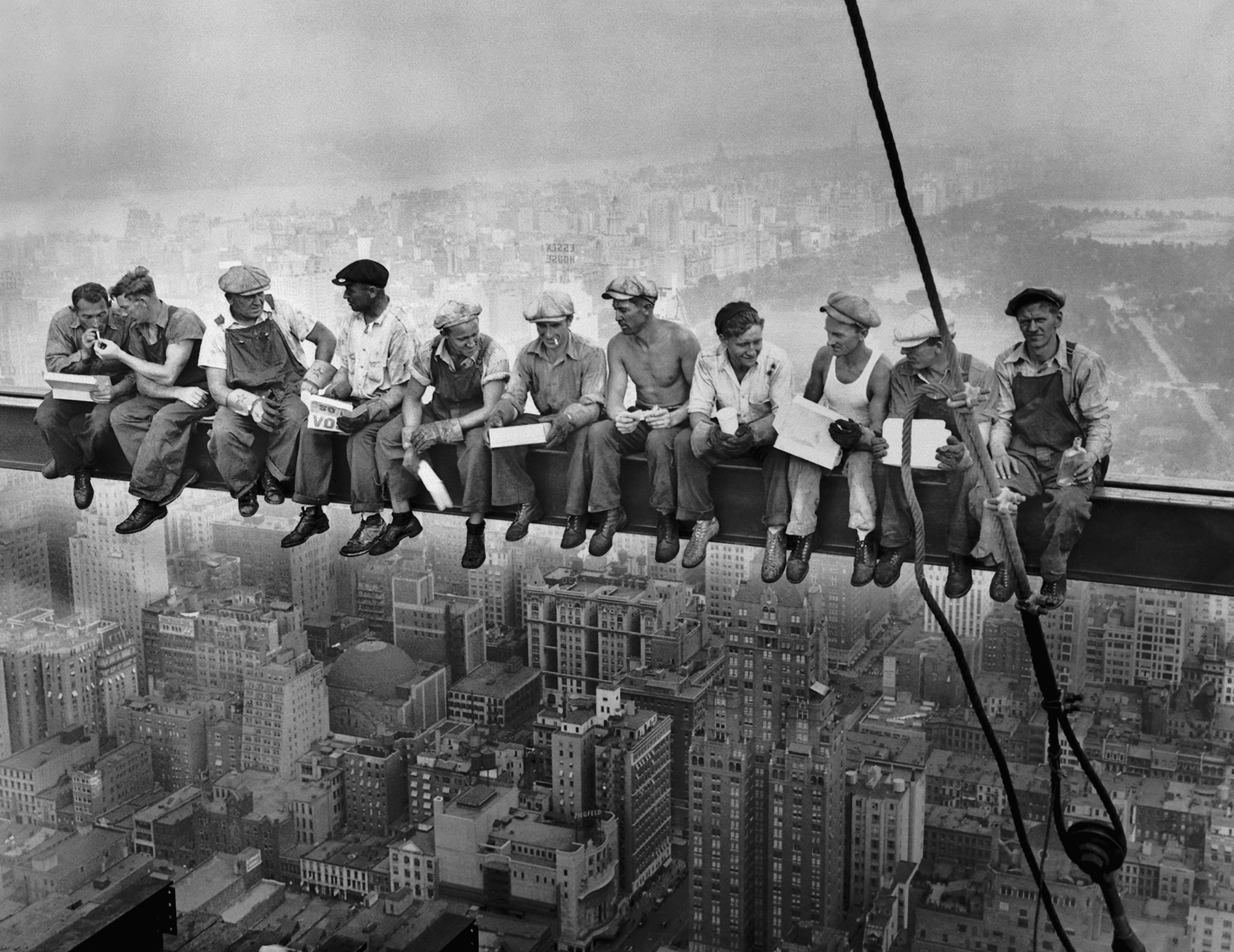
Lunch atop a Skyscraper, 1932

Lunch atop a Skyscraper is een beroemde zwart-witfoto die op 20 september 1932 gemaakt werd vermoedelijk door de Amerikaanse fotograaf Charles Clyde Ebbets of mogelijk door Hamilton Wright Jr., William Leftwich of Thomas Kelley, die op dezelfde dag ook als fotograaf aanwezig waren tijdens de bouw van de Comcast Building in New York (onderdeel van het Rockefeller Center). De foto werd genomen vanaf de 69e verdieping, tijdens de laatste maand van de bouw.
Op de foto zijn elf bouwvakkers te zien die ogenschijnlijk nonchalant op grote hoogte op een steunbalk zitten te lunchen terwijl hun voeten naar beneden bungelen.
De foto werd voor het eerst gepubliceerd op 2 oktober 1932 in de New York Herald Tribune. Ebbets heeft dezelfde dag nog een andere foto gemaakt met de titel Resting on a Girder. Hierop zijn vier bouwvakkers te zien die op dezelfde steunbalk liggen te rusten.

## Personen op de foto
In de loop van de jaren is een aantal van de mensen op de foto geïdentificeerd. Over de identiteit van enkelen bestaat nog discussie.
Van links naar rechts zijn te zien:
- Matty O'Shaughnessy (Ier)
- Natxo Ibargüen, (Spaans)
- Joseph Eckner
- Onbekend
- Claude Stagg (Canadees)
- John Johansson (Zweed) of John Patrick Madden
- John Doucette
- Francis Michael Rafferty
- Joe Curtis
- Thomas Norton (Ier)
- Patrick „Sonny“ Glynn (Ier) of Gusti Popovič (Slowaak)

Wat verder opvalt is dat er geen Mohawks op de foto staan. Deze Indianen werden destijds veel gevraagd bij de bouw van de wolkenkrabbers in New York omdat ze geen hoogtevrees hadden. 